# Saison 2007 des Indians de Cleveland
La Saison 2007 des Indians de Cleveland est la 107e saison en ligue majeure pour cette franchise. Les Indians enlèvent le titre de la division centrale de la Ligue américaine.
Au terme de cette saison 2007, Eric Wedge est désigné Manager de l'année en Ligue américaine tandis que C.C. Sabathia reçoit le Trophée Cy Young récompensant le meilleur lanceur de l'année en Ligue américaine. Depuis la création du trophée en 1956, Sabathia est le deuxième Indians a le remporter après Gaylord Perry en 1972. Grady Sizemore est récompensé d'un Gant doré ; c'est le premier gant doré attribué à un joueur des Indians depuis 2001.

## Saison régulière
À la poursuite d'une première place en division centrale de la Ligue américaine depuis 2001, la formule proposée par le manager-général Mark Shapiro et le manager Eric Wedge s'avère payante en 2007 avec des Indians qui tiennent tête aux Detroit Tigers. Cleveland est même la première formation de MLB à se qualifier en play-offs dès le 23 septembre. C'est le septième titre de division en treize saisons pour les Indians.
Au terme de cette saison 2007, Eric Wedge est désigné Manager de l'année en Ligue américaine tandis que C.C. Sabathia reçoit le trophée Cy Young récompensant le meilleur lanceur de l'année en Ligue américaine. Depuis la création du trophée en 1956, Sabathia est le deuxième joueur des Indians à le remporter après Gaylord Perry en 1972.

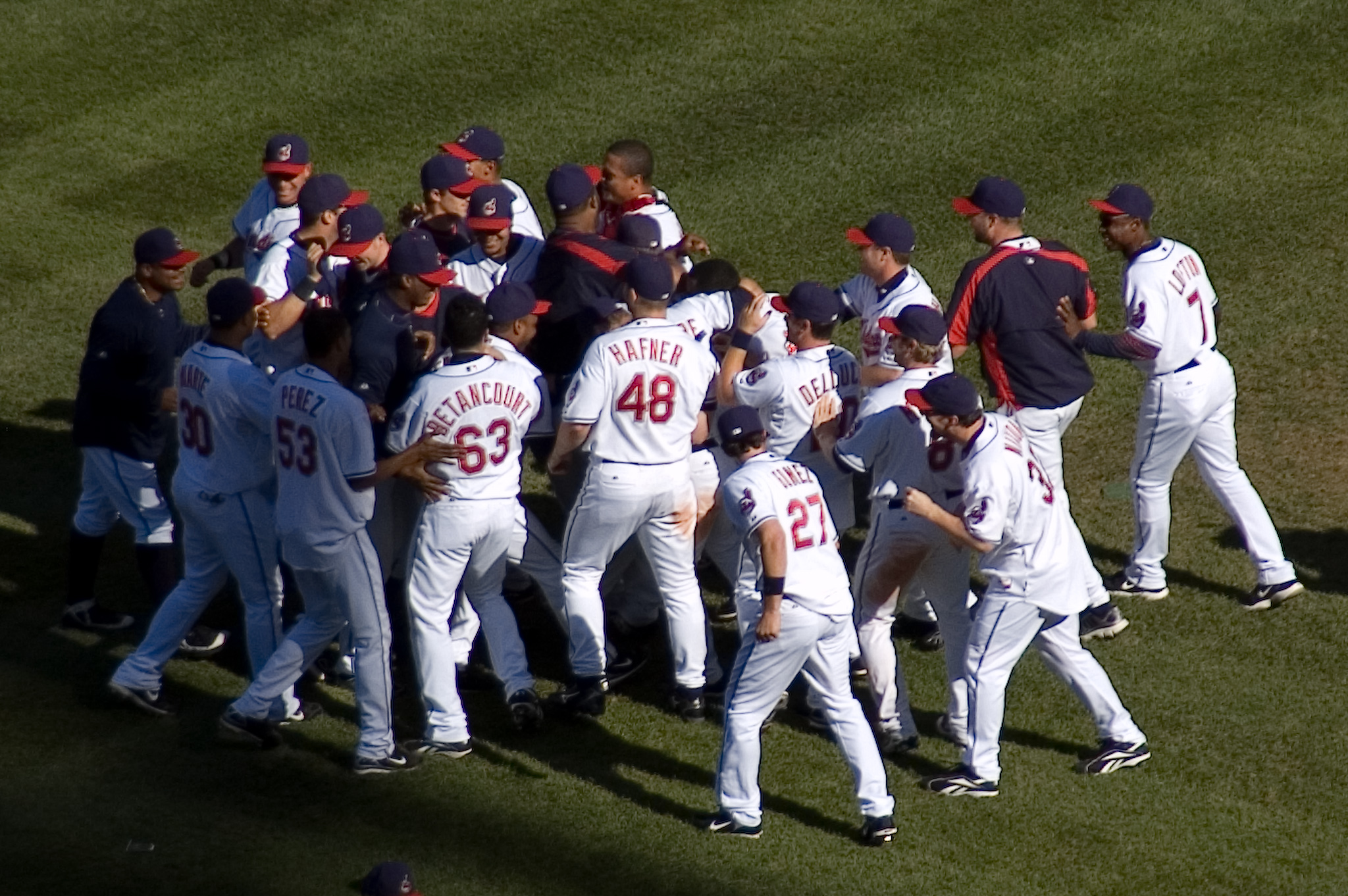
Célébration du titre de division

### Classement
| AL Central         | V  | D  | Pct. | GB |
| ------------------ | -- | -- | ---- | -- |
| Cleveland Indians  | 96 | 66 | .593 | -- |
| Detroit Tigers     | 88 | 74 | .543 | 8  |
| Minnesota Twins    | 79 | 83 | .488 | 17 |
| Chicago White Sox  | 72 | 90 | .444 | 24 |
| Kansas City Royals | 69 | 93 | .426 | 27 |

## Séries éliminatoires
Après avoir éliminé les Yankees en quatre matches (3-1), les Indians pensent un temps pouvoir devenir la première équipe à sortir la même saison les Yankees et les Boston Red Sox. Mené trois victoires à une, Boston renverse toutefois la tendance et ferme l'accès des World Series 2007 aux Indians.
| Série de Division |           |            |            |                |                 |              |           |       |
| #                 | Date      | Adversaire | Score      | Victoire       | Défaite         | Sauvetage    | Affluence | Bilan |
| 1                 | 4 octobre | Yankees    | 12 - 3     | Sabathia (1-0) | Wang (0-1)      |              | 44 608    | 1-0   |
| 2                 | 5 octobre | Yankees    | 2 - 1 (11) | Pérez (1-0)    | Vizcaíno (0-1)  |              | 44 732    | 2-0   |
| 3                 | 7 octobre | @ Yankees  | 8 - 4      | Hughes (1-0)   | Westbrook (0-1) |              | 56 358    | 2-1   |
| 4                 | 8 octobre | @ Yankees  | 6 - 4      | Byrd (1-0)     | Wang (0-2)      | Borowski (1) | 56 315    | 3-1   |

| Série de Ligue américaine |            |            |             |                 |                 |              |           |       |
| #                         | Date       | Adversaire | Score       | Victoire        | Défaite         | Sauvetage    | Affluence | Bilan |
| 1                         | 12 octobre | @ Red Sox  | 10 - 3      | Beckett (1-0)   | Sabathia (0-1)  |              | 36 986    | 0-1   |
| 2                         | 13 octobre | @ Red Sox  | 13 - 6 (11) | Mastny (1-0)    | Gagne (0-1)     |              | 37 051    | 1-1   |
| 3                         | 15 octobre | Red Sox    | 4 - 2       | Westbrook (1-0) | Matsuzaka (0-1) | Borowski (1) | 44 402    | 2-1   |
| 4                         | 16 octobre | Red Sox    | 7 - 3       | Byrd (1-0)      | Wakefield (0-1) |              | 44 008    | 3-1   |
| 5                         | 18 octobre | Red Sox    | 7 - 1       | Beckett (2-0)   | Sabathia (0-2)  |              | 44 588    | 3-2   |
| 6                         | 20 octobre | @ Red Sox  | 12 - 2      | Schilling (1-0) | Carmona (0-1)   |              | 37 163    | 3-3   |
| 7                         | 21 octobre | @ Red Sox  | 11 - 2      | Matsuzaka (1-1) | Westbrook (1-1) | Papelbon (1) | 37 165    | 3-4   |